# Çakırsayvan, Kaynaşlı
Çakırsayvan là một xã thuộc huyện Kaynaşlı, tỉnh Düzce, Thổ Nhĩ Kỳ. Dân số thời điểm năm 2010 là 165 người.